# Scrophularia suffruticosa
Scrophularia suffruticosa är en flenörtsväxtart som beskrevs av Francis Whittier Pennell. Scrophularia suffruticosa ingår i släktet flenörter, och familjen flenörtsväxter. Inga underarter finns listade i Catalogue of Life.